# 금오대로
금오대로(Geumo-daero)는 충청남도 예산군 예산읍 삽티교차로에서 예산군 예산읍 지하도삼거리 잇는 도로이다.

## 주요 경유지
충청북도
- 예산군 (예산읍)

## 노선
| 이름         | 접속 노선              | 소재지 | 소재지 | 비고 |
| ------------ | ---------------------- | ------ | ------ | ---- |
| 삽티 교차로  | 국도 제32호선 (차동로) | 예산군 | 예산읍 |      |
| 삽티교       |                        | 예산군 | 예산읍 |      |
| 예산터널     |                        | 예산군 | 예산읍 |      |
| 향천교       |                        | 예산군 | 예산읍 |      |
| 금오터널     |                        | 예산군 | 예산읍 |      |
| 아리랑삼거리 | 군청로                 | 예산군 | 예산읍 |      |
| 터미널사거리 | 벚꽃로                 | 예산군 | 예산읍 |      |
| 산성지하차도 |                        | 예산군 | 예산읍 |      |
| 지하도삼거리 | 국도 제21호선 (충서로) | 예산군 | 예산읍 |      |

## 주요 시설및 건물
- 롯데하이마트 예산점 (금오대로 84/산성리 187)
- 예산종합병원 (금오대로 94/산성리 189-1)
- SK에너지 금오충전소 (금오대로 108/산성리 75-11)
- 한국전력공사 예산지사 (금오대로 151/산성리 87-6)
- HD현대오일뱅크 협진주유소 (금오대로 152/산성리 94-1)